# Kommissar Wallander: Mittsommermord
Kommissar Wallander: Mittsommermord ist ein von der BBC produzierter Kriminal-Fernsehfilm aus dem Jahr 2008 mit Kenneth Branagh in der Hauptrolle des Kommissars Kurt Wallander. Es handelt sich um die dritte Folge der ersten Staffel, also die insgesamt dritte Folge der Kommissar Wallander-Reihe und eine Verfilmung des Wallander-Romans Mittsommermord von Henning Mankell.
Bereits im Jahr 2004 war der Roman unter dem Titel Mittsommermord mit Rolf Lassgård in der Titelrolle verfilmt worden.

## Handlung
Während Kommissar Wallander nach Autoschmugglern fahndet, werden im Wald drei junge Leute erschossen, die in historischen Kostümen Mittsommer feiern. Da meldet Eva Hillström die Mutter der jungen Frau aus dieser Gruppe ihre Tochter als vermisst; angeblich hat sich ihre Tochter spontan zu einem Europatrip entschlossen. Zunächst glaubt Wallander an die harmlose Erklärung mit dem Europatrip, doch dann kommen ihm Zweifel und er beginnt nachzuforschen. Der Vater eines der jungen Leute gibt Wallander gegenüber an, dass ein Kollege namens Svedberg bereits in dem Vermisstenfall nachgefragt hat.
Zunächst forscht er nach seinem Kollegen Kalle Svedberg, der sich nicht meldet und private Probleme angedeutet hat, und findet in dessen Wohnung Kalles Leiche, der erschossen wurde. Seine Cousine Ylva Brink sagt aus, dass er seit Mittsommer gestresst wirkte, obwohl er gerade erst Urlaub hatte. Svedberg hatte noch Kontakt zu einem weiteren Cousin, der Chirurg in Kopenhagen ist. Von den Nachbarn hat am Tag seines Todes niemand etwas Ungewöhnliches bemerkt; insgesamt führte Svedberg ein zurückgezogenes Leben. In Svedbergs Wohnung findet Wallander einerseits die Fotos einer unbekannten Frau und andererseits ein Gruppenfoto der verschwundenen Jugendlichen, das Svedberg von Eva Hillström bekommen hat; auf der letzten Feier der Jugendlichen war lediglich Isa nicht dabei, weil sie an dem Tag erkrankt war. Von Kalles Cousin erfährt Wallander, dass Kalle oft auf sein Haus aufgepasst hat, wenn er weg war und dass Kalle mit einer Frau namens Luisa zusammen war.
Als Wallander Isa aufsucht, stellt er fest, dass sie gerade Tabletten geschluckt hat, und veranlasst, dass sie ins Krankenhaus kommt. Als Wallander im Krankenhaus zusammenbricht, wird bei ihm Diabetes festgestellt.
Als Wallander Isa aufsucht, vermutet sie gleich, dass er dieselben Fragen hat wie Svedberg und dass Svedberg erschossen wurde. Sie macht sich keine Sorgen darüber, dass ihre Freunde so plötzlich verschwunden sind, sondern ist sauer auf sie, weil sie ohne sie verreist sind. Wallander lässt das Gefühl nicht los, dass Svedberg in Gefahr war und darauf vertraut hat, dass Wallander das Rätsel lösen würde. Da werden im Wald die vergrabenen, verwesten Leichen der vermissten Jugendlichen gefunden.
Vom Krankenhaus kommt die Nachricht, dass Isa aus ihrem Zimmer verschwunden ist. Als Wallander sich zuhause bei Isa, deren Eltern gerade in Frankreich auf Urlaub sind, umschauen will, lernt er ihren Nachbarn Erik Lundberg kennen, der auf das Haus aufpasst. Auch er wurde von Svedberg befragt. Wallander findet Isa schließlich in einer einsamen Waldhütte auf einer Insel an der Küste. Isa erzählt Wallander, dass sie Linda noch von der Schule kennt, wo diese vier Klassen über ihr war, und sie immer bewundert hat. Isa staunt, als Wallander erzählt, dass Linda damals auch einen Selbstmordversuch mit Pillen hinter sich hatte. Sie erzählt Wallander, dass sie und ihre Freunde Außenseiter waren, weil sie uncool sein wollten. Für ihre Treffen haben sie sich per Post verständigt. Sie erzählt, dass Svedberg ihr das Foto von Luisa gezeigt und nach Luisa gefragt hat, und macht Andeutungen, dass Svedberg homosexuell war. In einem unbeobachteten Moment schleicht sich ein Unbekannter in die Hütte und erschießt Isa.
Es melden sich mehrere Zeugen, die Luisa in Kopenhagen gesehen haben. Sie wird in einer Kneipe gesehen. Als Wallander sie aufsucht, stellt sie sich als Transvestit Ake heraus, nimmt auf der Toilette ihre Makeup ab und flüchtet. Am Strand wird ein Brautpaar erschossen, das gerade Hochzeitsfotos von sich machen lässt. Laut Aussage der Assistentin des Fotografen war dieser der einzige, der wusste, wo die Fotos gemacht werden sollten; man hat per Post kommuniziert. Als Wallander einen Postwagen vorbeifahren sieht, kommt ihm die Idee, dass Ake sich als Postbote getarnt haben könnte. Es stellt sich heraus, dass er als Aushilfskraft als Briefträger tätig war. Bei einer Durchsuchung von Akes Wohnung finden sich diverse Dinge seiner Opfer, die er im Rahmen seiner Tätigkeit abgefangen und gesammelt hat; so findet sich auch eine Postkarte, die Linda an ihren Vater geschickt hat. Da fällt ihm ein, dass Linda ihm ein Hemd holen wollte. Als Wallander Ake stellt, hat dieser Linda in seiner Gewalt. Ake wirft Wallander vor, dass Kalle Wallander geliebt hat und von Wallander nicht wahrgenommen wurde, Ake selbst wurde von Kalle versteckt, bis Ake ihn gezwungen hat, ihn zu sehen. Jetzt werde auch Wallander ihn sehen. Martinsson erschießt Ake.
Svedberg wird feierlich beerdigt.

## Kritiken
„Spannende (Fernseh-)Neuverfilmung eines Mankell-Romans, dicht in der Atmosphäre, in der Hauptrolle überzeugend gespielt. - Ab 16.“